# Fopspeen

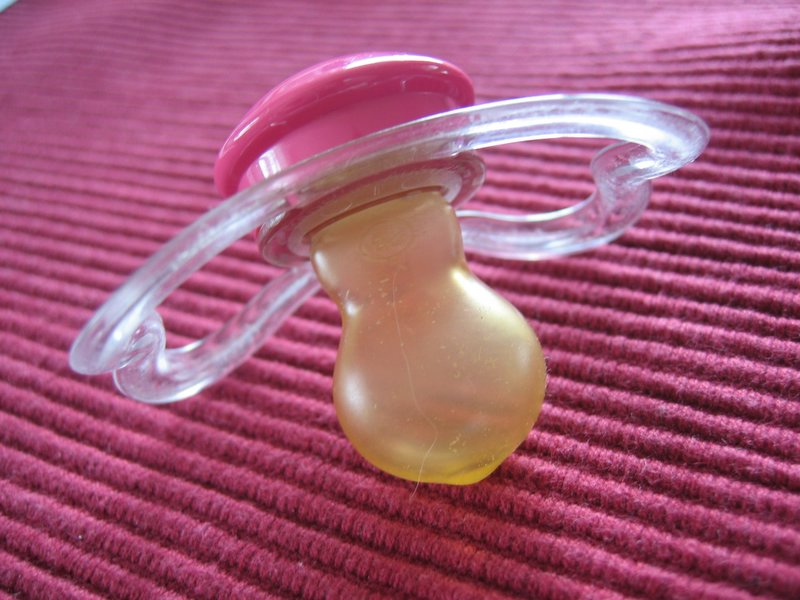
Een fopspeen

Een fopspeen is een speen zonder fles en is bedoeld om de zuigbehoefte van baby's te bevredigen zonder ze voedsel of drinken te geven.
Een fopspeen bestaat uit een zuiggedeelte van rubber of siliconen, een plastic schildje om te voorkomen dat de baby de speen inslikt, en soms een ring om de speen makkelijk te verwijderen.
Er bestaan verschillende vormen fopspenen: de kersvorm, die bedoeld is om de vorm van de borst zo goed mogelijk te imiteren, en de dentale, die beter voor de komende tandjes is. Voor baby's die al tandjes hebben bestaan extra sterke fopspenen.

## Geschiedenis
In 1949 ontwikkelden twee Duitse artsen een speen voor baby's om op een gezonde en hygiënische manier in te spelen op de zuigbehoefte van boorlingen. De fopspeen was geboren.

## Gebruik
Zuigen is de allereerste activiteit van een pasgeboren baby. Heel wat kinderen stoppen hun duim al in de mond wanneer ze nog in de buik zitten. Het brengt hen zekerheid, affectiviteit en het houdt hen zelfs in leven.
Baby’s weten ook meteen hoe ze de tepel van hun moeder correct in de mond moeten nemen en de fopspeen is het middel geworden om die activiteit op te volgen. Het is bewezen dat een fopspeen een kind tijdens de eerste zes levensmaanden fundamenteel helpt in zijn ontwikkeling.
In België werden in 2008 meer dan een miljoen fopspenen verkocht. Een kind verbruikt tijdens zijn eerste levensjaar gemiddeld tien tot vijftien fopspenen, de meeste raken kwijt.

## Materiaal en vormgeving
Een goede fopspeen is het resultaat van grondige wetenschappelijke studies en daardoor is de vorm van de fopspeen in de loop der jaren al verschillende keer aangepast. De meest bekende vorm is de kersvorm, gebaseerd op de vorm van de moederborst. Er bestaan ook fopspenen die de vorm van de mond van het kind volgen.
Ook de materie waaruit de fopspeen is gemaakt, heeft al enkele veranderingen ondergaan. Fopspenen zijn verkrijgbaar met een zuigstuk in latex of siliconen. Beide stoffen hebben hun voor- en nadelen. Toch raden producenten latex aan, want het benadert veel beter het gevoel van de mama en neemt onmiddellijk de temperatuur van de mond over.

## Looptijd
Over hoe lang kinderen hun fopspeen echt nodig hebben bestaat discussie, maar volgens de producenten is het logisch dat kinderen tot twee jaar aan een fopspeen hangen. Vanaf dan gaan kinderen naar school en leren ze allerlei sociale vaardigheden, wat maakt dat ze minder en minder afhankelijk worden van hun fopspeen.
De producenten raden het ook ten sterkste af om fopspenen te vroeg af te nemen, want dan gaan ze duimzuigen en dat brengt meer schade toe aan het gehemelte en de tandgroei dan een fopspeen.

## Voordelen
- In crisissituaties kan de fopspeen rust brengen bij de baby en zijn ouders.
- De fopspeen kan doeltreffend zijn bij krampen of andere pijnen als wiegen niet helpt.
- Het is makkelijker voor de ouders om het gebruik van de fopspeen bij hun baby te controleren dan hem te beletten om te duimzuigen. Zodra hij echter die gewoonte heeft aangenomen, mag hem die niet zomaar bruusk afgeleerd worden.[2]
- Volgens studies zou de fopspeen het risico op wiegendood kunnen verminderen.[3]

## Nadelen

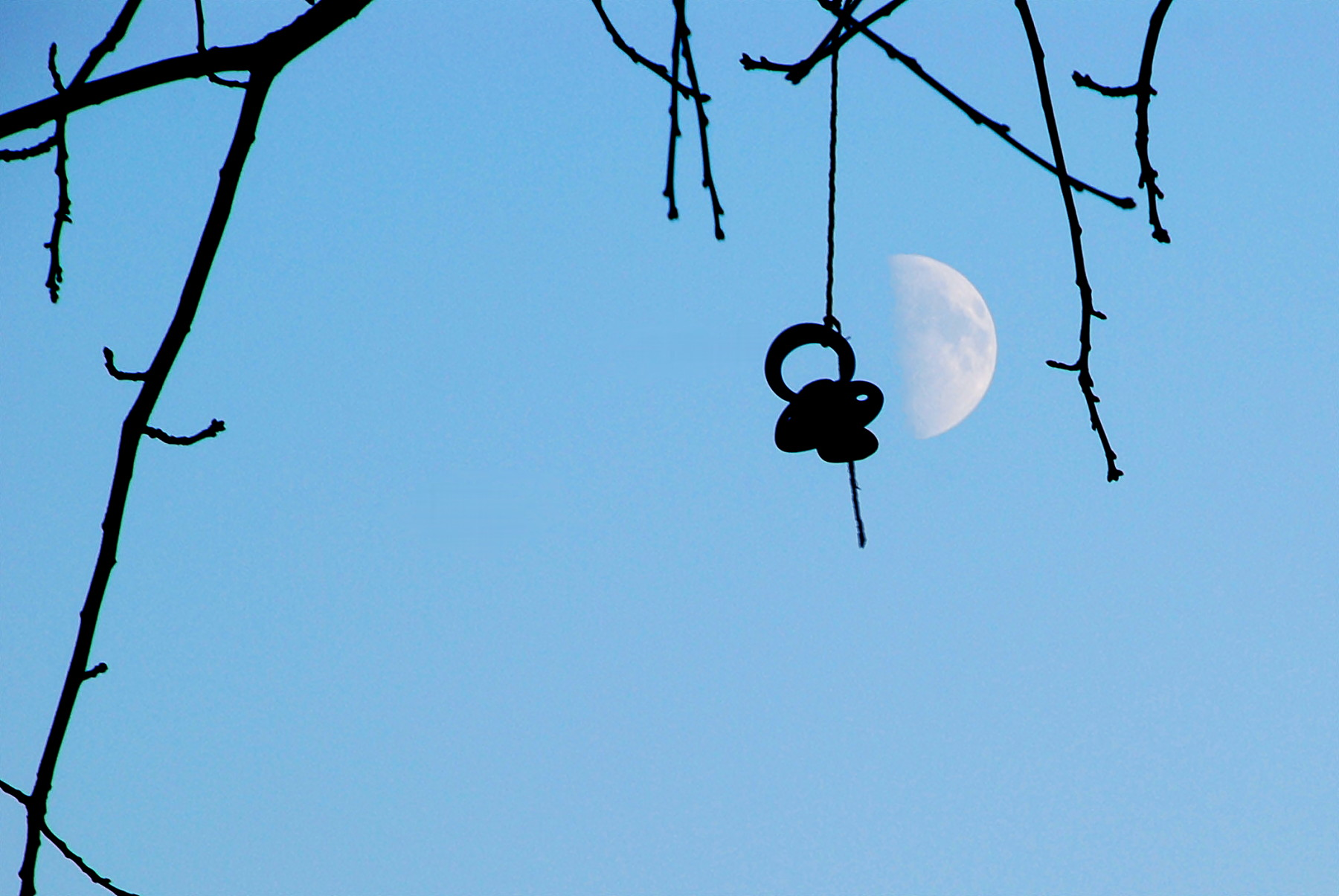
Fopspeenboom

- Voor sommigen is de fopspeen ongezond en vies.
- Voor anderen hindert duim- of vingerzuigen de tandontwikkeling.[4]

## Trivia
Om het gebruik van de fopspeen af te leren, gebruiken ouders soms een concrete aanleiding om de fopspeen achterwege te laten: soms worden ze aan een fopspeenboom gehangen of aan Sinterklaas meegegeven.